# Mesjanizm

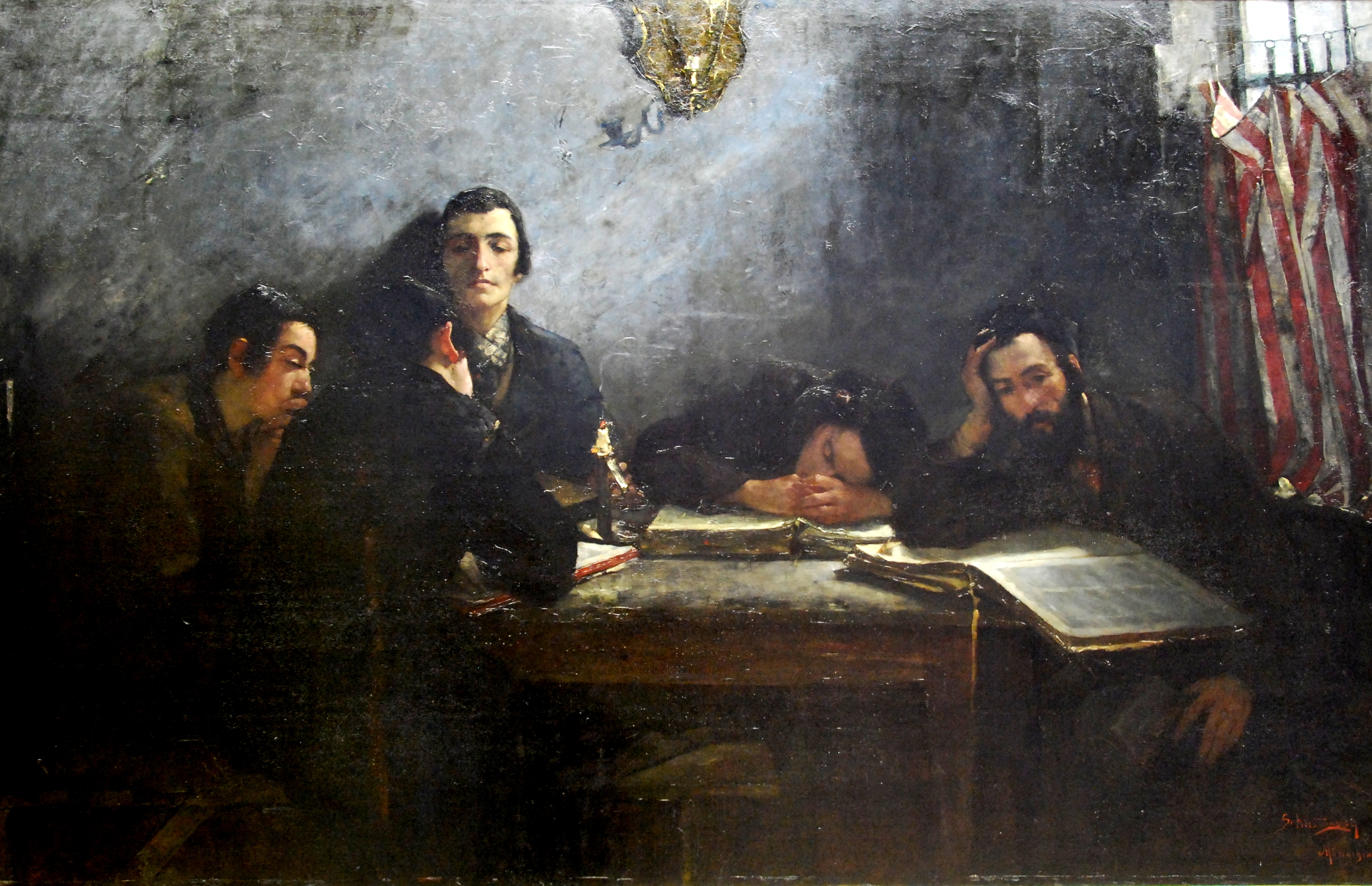
Czytanie Talmudu, mal. Samuel Hirszenberg.

Mesjanizm – określenie nadziei, która pojawiła się najpierw w religii Izraela, odnoszącej się do końca istnienia świata („tego wieku”). Jej treścią jest mająca nadejść epoka mesjańska, którą charakteryzować będzie wolność polityczna, doskonałość  moralna i ziemskie szczęście dla ludu Izraela w jego własnej ziemi, a także dla całej ludzkości. Jest ściśle związana z oczekiwaniem pojawienia się Mesjasza, który zbawi świat. Idea mesjanizmu obecna jest w nauczaniu Biblii hebrajskiej oraz Talmudu. Mesjanizm następnie stał się główną ideą chrześcijaństwa, którego sama nazwa znaczy mesjanizm (z greki Christos – Mesjasz).

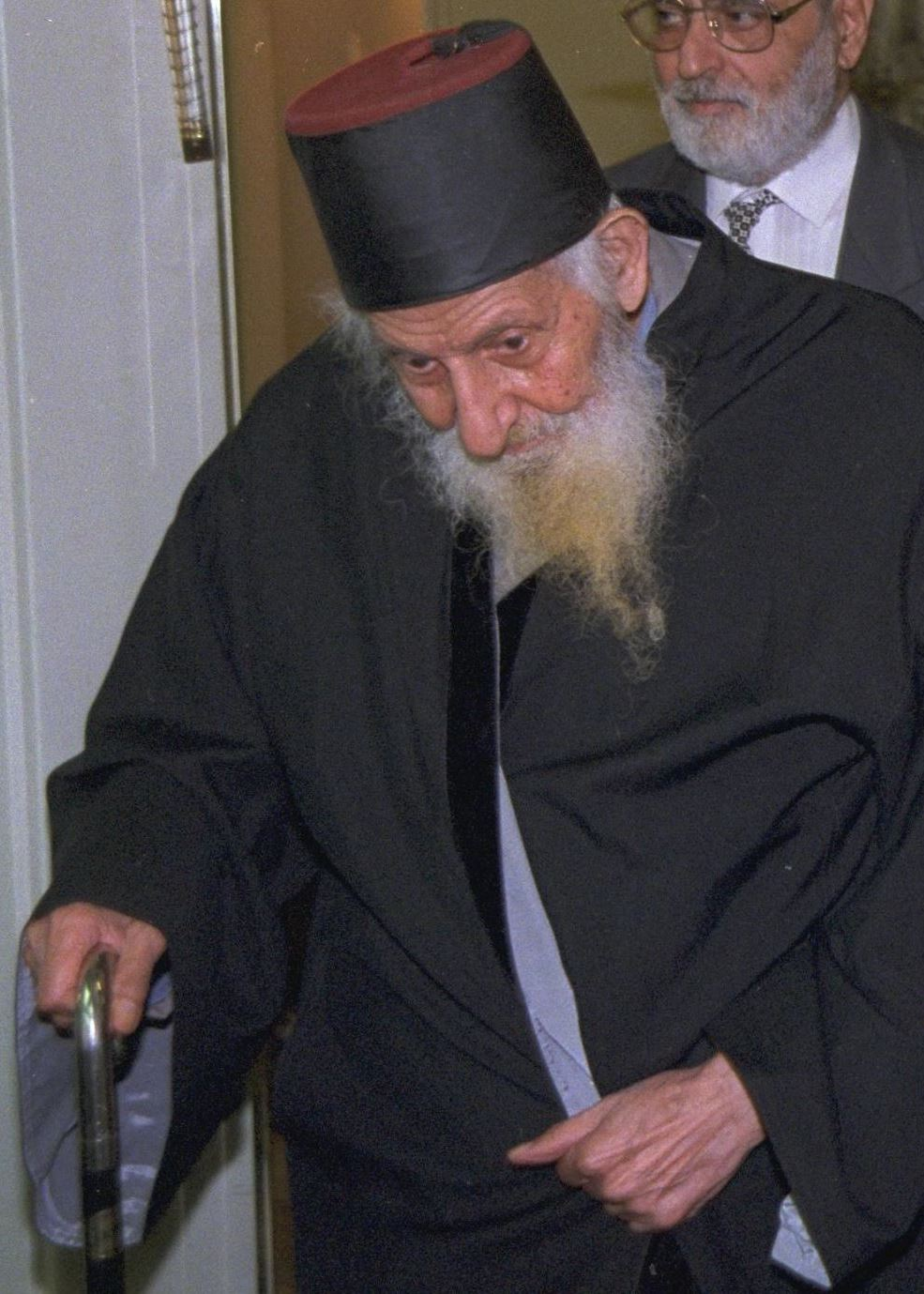
Rabin Jicchak Kaduri, jedna z najbardziej szanowanych postaci Izraela w XX wieku. Pod koniec swego długiego, ponad 100 letniego życia całą swą uwagę skupił na idei mesjańskiej.

## Określenie i geneza mesjanizmu
W centrum mesjanizmu znajduje się prorocza nadzieja odnosząca się do końca historii świata – w języku Biblii określanego jako koniec „tego wieku”. Cechą epoki mesjańskiej będzie wolność polityczna, moralna doskonałość, zawierająca w sobie zapowiadane przez proroków szczególne poznanie Boga, i ziemskie szczęście dla ludu Izraela w jego własnej ziemi, a także dla całej ludzkości. Każdy z tych trzech elementów, zależnie od sytuacji Izraela, wysuwał się na plan pierwszy. W sytuacji utraty niepodległości – bardziej podkreślano aspekt polityczny. W czasach narodowej wolności treścią nadziei mesjańskiej były bardziej etyczna doskonałość i ziemskie szczęście. Jednak zawsze te trzy elementy były obecne w żydowskim oczekiwaniu czasów mesjańskich.
Mesjanizm zrodził się w łonie religii Izraela. Jego główna postać, przyjmowana przez większość Żydów, ma korzenie w Biblii hebrajskiej i w Talmudzie. Niemieccy autorzy początku XX w., jak H. Gressmann, A. Jeremias, E. Sellin czy Rudolf Kittel starali się odnaleźć korzenie mesjanizmu żydowskiego w literaturze religijnej sąsiednich kultur Bliskiego Wschodu, jak Asyria, Starożytny Egipt czy Persja. Szczególnie dopatrywano się paraleli mesjasza z Saoszjantami, synami Zaratusztry z północnego Iranu. Także ci autorzy dostrzegają jednak, że żydowskie idee mesjańskie nieporównanie przewyższają jakiekolwiek podobne wyobrażenia w sąsiednich religiach. Przyznają również, że w literaturze sumero-babilońskiej nie widać oczekiwania by misja wybawiciela miała polegać na przywróceniu wcześniejszego Raju, który miałby być spełnieniem historii świata. Uczeni, jak Nathanael Schmidt, E. Koenig oraz Joseph Klausner wykazali, że mesjanizm żydowski był wcześniejszy od perskiego. W czasach, gdy kształtowała się idea Saoszjantów (ok. 660–583), u Izajasza (ur. ok. 765, zm. do 701 p.n.e.), a nawet wcześniej, oczekiwanie mesjańskie było już w pełni ukształtowane. Istotna różnica polega też na tym, że wszystkie starożytne narody mówiły o złotym wieku, który należy do przeszłości. Jedynie lud Izraela opisywał cuda dotyczące złotego wieku, który ma dopiero nadejść. Ma być on przywróceniem szczęśliwego stanu pierwszego człowieka w ogrodzie Eden. W tradycji Izraela ów złoty wiek był na tyle krótki, że nie zasługuje na nazwę „epoki”. Natomiast u początku istnienia Izraela jako ludu znajduje się opowiadanie o trudach wędrówki patriarchów oraz długim okresie niewoli i ucisku w Egipcie. Z tych trudnych początków Izrael został wyzwolony przez Mojżesza, którego zadaniem było wybawić lud, nadać Prawo i wprowadzić do ziemi obiecanej – krainy „mlekiem i miodem płynącej” (Pwt 27,3; Ez 20,15). Mojżesz stał się „zbawicielem Izraela”, jak go nazywa Talmud (por. Sota /Naszim/ 12b (zob. 11b i 13a); Sanhedryn /Nezikin/ 101b). Odkupił swój lud z materialnego ucisku i politycznej niewoli, ale także z niewiedzy i niewoli duchowej. Był zarazem przewodnikiem i przywódcą, prawodawcą i prorokiem Izraela. Jego misja była podwójna, dotyczyła ciała i ducha. Jak wskazał J. Klausner, ten „odkupieńczy dualizm... w sposób niepodważalny wycisnął swą pieczęć na odkupicielu przyszłości, oczekiwanym Mesjaszu”.
W ciągu wieków, historia judaizmu zna kilka przypadków ogłoszenia jednego z duchowych autorytetów mesjaszem. W XVII wieku w Polsce wyrósł frankizm, który za mesjasza uznał Jakuba Franka.
W chrześcijaństwie, powstałym w łonie judaizmu, od początku nadzieję mesjańską próbowano oczyścić z elementu politycznego i narodowościowego. Wyjątkiem były wizje millenarystów, którzy pod wpływem idei judaizmu, oczekiwali powrotu Chrystusa i ustanowienia tysiącletniego królestwa ziemskiego.

## W Biblii hebrajskiej pierwszego Przymierza (Stary Testament)
W Biblii hebrajskiej można dostrzec trzy odmiany mesjanizmu: mesjanizm królewski, kapłański i apokaliptyczny .

### Mesjanizm królewski
Oczekiwanie na mesjasza związane z dynastią Dawidową. Było to przekonanie, że Bóg dokona zbawienia ludu za pośrednictwem króla pochodzącego z tej dynastii. Biblijnym punktem wyjścia dla tej odmiany mesjanizmu jest proroctwo Natana z 2Sm 7,1-16, choć wpływ myślenia dynastyczno-dawidowego jest widoczny w tzw. promesjanizmie biblijnym przeniesionym w czasy prehistorii biblijnej. Przykładem tego są teksty Rdz 3,15 i Rdz 49,10. Proroctwo Natana dotyczy podjętego przez Dawida projektu pobudowania „domu”, czyli świątyni dla Boga, w której znalazłaby się Arka Przymierza. Prorok zaś oświadcza królowi, że to Bóg zbuduje mu „dom”, czyli dynastię, z której wyjdzie nadzwyczajny potomek.
Ideę tę podejmują Psalmy, w których podkreślane jest synostwo zapowiedzianego króla względem Boga. W psalmach królewsko-mesjańskich nadzieja Izraela łączy się ściśle z dynastią Dawidową. Należą do nich Ps 45; 72; 89; 110; 132.
Ten typ mesjanizmu obecny jest też w księgach prorockich, szczególnie w Księdze Izajasza. Bardzo ważny jest tu tekst z Iz 7,14, gdzie prorok zapowiada poczęcie i narodzenie dziecka, zwanego „Emmanuel”. Imię to zawiera zapewnienie o szczególnej obecności Boga wśród ludu. Egzegeci uważają, że tekst ten ma podwójne znaczenie, historyczne i mesjańskie. W pierwszym znaczeniu chodzi o zapowiedź narodzin Ezechiasza, syna króla Achaza, a w drugim o zapowiedź narodzenia idealnego władcy, mesjasza. Wpisującym się w ciąg proroctw mesjańskich jest Iz 9,5, gdzie mowa jest o narodzonym dziecięciu, które zostaje nazwane imieniem: Przedziwny Doradca, Bóg Mocny, Odwieczny Ojciec, Książę pokoju. Imię to wskazuje, że potomek Dawida będzie napełniony mocą Boga i pod jego rządami objawi się szczególna potęga Boża.
Tym tropem idzie też prorok Jeremiasz w Jr 23,5-6, gdzie potomka dawidowego nazywa „Odroślą sprawiedliwą”. Jest to ewidentny akcent mesjański, gdyż prorok przenosi znaczenie imienia Sedecjasz („Jahwe jest moją sprawiedliwością”) z niegodnego króla Judy na króla idealnego.

### Mesjanizm prorocko-kapłański
Dochodzi do głosu w czasie niewoli babilońskiej Izraelitów. Wobec upadku królestwa Judy oraz dynastii Dawidowej oczekiwania mesjańskie nie skupiają się już na samej dynastii, ale na konkretnej osobie-wybrańcu. Funkcja wybawcy nie przysługuje mu już – według tej odmiany mesjanizmu - na mocy związków dynastycznych, ale na mocy wybrania przez Boga. Mesjasz przedstawiany jest jako prorok, albo cierpiący Sługa Jahwe.
Początków tego typu mesjanizmu można upatrywać w Pwt 18,15. 18, gdzie czytamy: Pan, Bóg twój, wzbudzi ci proroka spośród braci twoich, podobnego do mnie. Jego będziesz słuchał. (...) Wzbudzę im proroka spośród ich braci, takiego jak ty, i włożę w jego usta moje słowa, będzie im mówił wszystko, co rozkażę. Do tych słów nawiązuje prawdopodobnie tekst Iz 61,1-3.
Główną osobą tej postaci mesjanizmu jest tajemnicza figura Sługi Jahwe. U Deutero-Izajasza znajdujemy 4 pieśni, których bohaterem jest ta postać. Najbardziej charakterystyczna jest czwarta pieśń, która pokazuje rolę cierpień Sługi w dziele dokonywanego zbawienia. Bierze on na siebie grzechy wszystkich i przez to ich usprawiedliwia. Sługa jest też pośrednikiem w zawarciu Przymierza Boga z ludźmi.

### Mesjanizm apokaliptyczny
Wiąże się z tajemniczą postacią Syna Człowieczego, o której opowiada Dn 7,14. Przychodzi on na obłokach niebieskich i otrzymuje od Przedwiecznego (tzn. Boga) władzę nad światem. Egzegeci widzą tu personifikację wspólnoty świętych, ale także osobę indywidualną.
Te trzy typy mesjanizmu od początku istnienia chrześcijaństwa prowadziły chrześcijan do twierdzenia, że realizują się one w Jezusie Chrystusie. Widzieli i widzą w Nim bowiem zarówno oczekiwanego potomka Dawida, jak i cierpiącego Sługę Jahwe, a także Syna Człowieczego z Księgi Daniela. Zresztą tego ostatniego tytułu Jezus często używał, mówiąc o sobie. Według chrześcijaństwa mesjaszem jest więc Jezus Chrystus.

## Chrześcijaństwo jako mesjanizm
Mesjanizm był głównym tematem pierwotnego chrześcijaństwa i on też, ostatecznie, był powodem rozstania z judaizmem. Według wczesnych świadectw wyznanie wiary, że Jezus jest obiecanym mesjaszem, stanowiło o przejściu z judaizmu do chrześcijaństwa. Mówili o tym św. Justyn w Dialogu z Żydem Tryfonem 47, 1; Pseudo-Cyprian w Ad Vigilium, ukazał konwersję Żyda Papiscusa jako akt wiary w Jezusa Chrystusa. Taką też radę dawał List Sewera (Epistula Severi) 12 /826/ z V w. z Minorki nieochrzczonemu Żydowi. Także same pisma nowotestamentalne pokazują, że uznanie lub nieuznanie Jezusa za Mesjasza stanowiło kryterium bądź wyłączenia, bądź pozostania w łonie judaizmu. Zwraca na to uwagę Ewangelia Jana: „Niemniej jednak i spośród przywódców wielu w Niego uwierzyło, ale z obawy przed faryzeuszami nie przyznawali się, aby ich nie wyłączono z synagogi” (J 12, 42; por. J 7, 40-52.). Ukazują to także Dzieje Apostolskie 9, 22n: „A Szaweł występował coraz odważniej, dowodząc, że Ten jest Mesjaszem, i szerzył zamieszanie wśród Żydów mieszkających w Damaszku. Po upływie dłuższego czasu Żydzi postanowili go zgładzić” (por. Dz 18,5 jak również 2,35; 4,18; 5,40.42.
Ponieważ kult synagogalny pierwszych wieków był skupiony na Torze, a Miszna, której kompilacja dokonała się w Galilei pod koniec II w. nie poświęca wiele miejsca mesjaszowi, niektórzy autorzy jak E.P. Sanders czy J. Meier uznali, że dostrzeganie konfliktu wokół mesjasza jest wyolbrzymione przez interpretacje chrześcijańskie, zwłaszcza epoki patrystycznej. Jednak, jak wykazał m.in. William Horbury, mesjanizm był w tym okresie w dalszym ciągu żywo obecny w judaizmie. Pięcioksiąg w Septuagincie zawiera uderzające wyrazy nadziei mesjańskiej. Szczególnie w Księdze Rodzaju 49 oraz w Księdze Liczb24,7. 17. Są one także obecne licznie w Targumach do Pięcioksięgu. Uderzająca jest zgodność co do ważności tej kwestii między żydowskimi i pogańskimi źródłami pierwszego okresu oraz między tymi źródłami, a zarzutami żydowskiej krytyki u Justyna i Tertuliana.

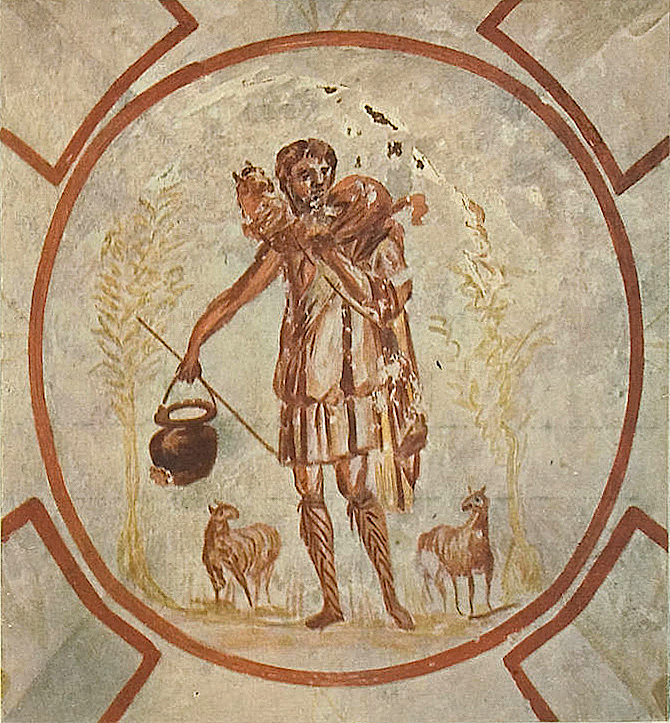
Przedstawienie Chrystusa w katakumbach Kaliksta jako młodego pasterza nosi w sobie przesłanie mesjańskie. Zostało zainspirowane mesjańskim żydowskim motywem króla Dawida, stylizowanego w świecie grecko-rzymskim na Orfeusza lub Hermesa.

W chrześcijańskiej sztuce starożytnej wpływy symboliki żydowskiego mesjasza z dynastii króla Dawida, stylizowanego w grecko-rzymskim obszarze kulturowym na Orfeusza lub Hermesa, można dostrzec w popularnym  przedstawieniu Chrystusa jako młodzieńca-pasterza. Chrystus pojawia się w malowidłach katakumbowych jako młody pasterz. Tak też pojawia się w wizji Perpetuy: jako „młodzieniec” (νεανιας) w pasterskim odzieniu o siwych włosach. Popularne było też mówienie o Chrystusie w nawiązaniu do proroctwa Izajasza 53,2 (LXX) jako o παις, co może być przetłumaczone jako sługa albo jako chłopiec. Tak ujmował go w swym hymnie Klemens z Aleksandrii w Pedagogu IΙΙ, 12. W Psalmie 45(44)2-3 mowa jest o królu i bohaterze „najpiękniejszym z synów ludzkich”. Uczeni ukazują, że motyw ten, noszący w sobie cechy orfickie, przeszedł do chrześcijaństwa właśnie za pośrednictwem żydowskich przedstawień mesjasza w świecie grecko-rzymskim. Świadczą o tym, także przedstawienia w Domus ecclesiae w Dura Europos (III w.) oraz w Gazie (VI w.). Żydowska literatura dotycząca testamentów, proroctw i wyroczni była kontynuowana przez chrześcijan tak, jak widać to w 4 Księdze Ezdrasza (człowiek z morza) i w Piątej Księdze Wyroczni Sybilli (człowiek z niebios). Obecne są tam motywy królewskie postaci mesjasza.
Analiza chrześcijańskich źródeł z drugiego wieku ukazuje, że inspirowały się one ideami mesjańskimi judaizmu nie tylko z okresu przedchrześcijańskiego, ale także sobie współczesnego. Świadczy to, że mesjańskie interpretacje Prawa w dalszym ciągu odgrywały ważną rolę w refleksji i modlitwie Żydów pod panowaniem cesarza Antonina (81-166) i  Sewerów. Może też oświetlić historyczne tło powstania Miszny rabina Judy ha-Nasiego (Juda Książę), zwierzchnika Żydów w Palestynie po powstaniu Bar Kochby, przedstawiciela ostatniego pokolenia tannaitów.
W okresie powstawania Miszny, można dostrzec jedność pojmowania idei mesjańskich przez środowiska żydowskie i mniejszość chrześcijańską. Żydowsko-chrześcijańska debata na temat Mesjasza, którą można odnaleźć u  Pseudo-Cypriana, Justyna i Tertuliana ukazuje charakterystyczne twierdzenia zarówno chrześcijan, jak i autentyczny mesjanizm Żydów w drugim wieku. Stąd, pomimo zażartych sporów co do ukazania się mesjasza w osobie Jezusa Chrystusa, możliwe jest mówienie – przynajmniej w okresie do końca II wieku, gdy skompilowano Misznę – o jednym mesjanizmie Żydów i chrześcijan.

### Uroczystości paschalne oczekiwaniem na mesjasza
Już w czasach, gdy narodziło się chrześcijaństwo ważnym elementem żydowskiej tradycji sederu paschalnego było oczekiwanie eschatologiczne na przyjście mesjasza. Pojawienie się mesjasza łączono ze świętem Paschy. Oczekiwania te przeszły do Paschy chrześcijańskiej. Jednak, jako konsekwencja przepowiadania Jezusa, doznały one istotnej transformacji. Przedmiotem nie było już przyjście Mesjasza jako takie, lecz jego powrót, ponowne przyjście – nadejście Jezusa Chrystusa jako uwielbionego Kyriosa, mającego dokonać wieczystych zaślubin ze swą Oblubienicą-Kościołem (por. Ewangelia Mateusza 25,1-13). Jak podkreślił Raniero Cantalamessa OFMCap tradycja oczekiwania eschatologicznego, czego świadectwem jest m.in. Maran atha w 1 Liście do Koryntian 16,22 oraz Przyjdź Panie! w Księdze Apokalipsy 22,20, była istotnym aspektem świąt paschalnych, jednak jej centrum pozostała Pamiątka śmierci i zmartwychwstania Chrystusa jako nowego baranka paschalnego. W Kościele II wieku dokonała się ewolucja. Podczas, gdy wrażliwość eschatologiczna wspólnot kościelnych Nowego Testamentu była w całości skierowana w stronę powrotu Pana. Chrześcijanie mieli oczy skierowanym ku górze, tak jak w momencie wniebowstąpienia Chrystusa (por. Dz 1,11) i wyglądali znaków jego nadejścia (por. 1 Tes 4,13n., 2 P 1,12n). Już pod koniec I w. pojawił się kryzys gnostycyzmu, a wraz z nim idee doketyzmu, z jego spirytualistycznymi twierdzeniami o pozornym ciele Jezusa, oraz całościowa próba pozbawienia chrześcijaństwa jego historyczności. Reakcja na ten kryzys spowodowała przeniesienie uwagi na liturgiczne wspominanie pierwszego przyjścia Chrystusa, jako zbawczego wydarzenia historycznego. Jeżeli najpierw osią uwagi w modlitwach liturgicznych było uwielbienie-powrót Chrystusa-Mesjasza, w wyniku zmiany pod wpływem kryzysu gnostyckiego zaczęło nią być jego zstąpienie-wstąpienie tzn. wcielenie w uniżeniu Nazaretu i Betlejem, i następnie wyniesienie do chwały niebiańskiej po prawicy Ojca. Według Jürgena Moltmanna, zmiana ta miała także inny wymiar, dokonała się z „powodu entuzjazmu związanego z wypełnieniem, w którym eschaton, który miał nadejść, został przekształcony w pewną obecność wieczności, jakiej doświadczano w kulcie i w duchu”.

## Mesjanizm w filozofii i literaturze
Inspirowane religią idee mesjanistyczne pojawiały się również poza judaizmem i chrześcijaństwem, w dziełach filozoficznych i literackich. W wielu przypadkach te postaci mesjanizmu były dalekie od religijnej ortodoksji, a niejednokrotnie brały z mesjanizmów religijnych jedynie inspirację czy ogólną formę, przechodząc na zupełnie świeckie stanowiska (np. niektórzy socjaliści utopijni czy marksiści). Filozofie mesjanistyczne rozkwitły w pierwszej połowie XIX w. w ramach ogólniejszego nurtu krytyki racjonalistycznej filozofii oświecenia. Szczególnie silny był mesjanizm łączący się z romantycznym nurtem kultury europejskiej.
Obok tekstów religijnych, wpływ na wielu filozofów mesjanistycznych mieli również niemieccy filozofowie idealistyczni i budowane przez nich systemy historiozoficzne, głównie Hegel, Fichte i Schelling. Ich filozofie nie są jednak uważane za mesjanistyczne. Co więcej, wielu filozofów mesjanistycznych (np. polskich) tworzyło w świadomej opozycji wobec niemieckiego idealizmu. Wielu mesjanistów odwoływało się do średniowiecznych idei millenarystycznych (Joachim de Fiore), zapowiadając nadejście tysiącletniej epoki szczęśliwości. Millenaryzm i mesjanizm, choć ściśle ze sobą związane, nie są jednak tożsame. Millenaryzm nie musi zakładać wiary w mesjasza (czy to osobowego czy zbiorowego).
Nie wszystkie mesjanizmy filozoficzne przewidywały też osobowego mesjasza (czy to Chrystusa, jak Cieszkowski, czy też w postaci wybitnej jednostki, jak Andrzej Towiański). Część z nich mesjański charakter przypisywała kolektywom, np. narodom (Adam Mickiewicz), klasom społecznym (Henri de Saint-Simon, Anatolij Łunaczarski), armii, czy takim bytom jak duchy przodków czy filozofia (Józef Hoene-Wroński).
Filozofie mesjanistyczne wiązały wymiar religijny i polityczny. Rozróżnia się mesjanizmy ewolucyjne, które przewidywały przejście do epoki mesjańskiej drogą ewolucji (Hoene-Wroński, August Cieszkowski, Towiański), od tych, które przewidywały drogę rewolucyjną (Mickiewicz).
Filozofie mesjanistyczne powstawały w wielu krajach, najbujniej rozkwitając we Francji i w Polsce. Mesjanistami we Francji byli m.in. Pierre Leroux, Louis Claude de Saint-Martin, Henri de Saint-Simon, Hugues-Félicité-Robert de Lamennais, Charles Fourier). Czasopismo Le Globe (1832) nazywało Francję Chrystusem Narodów. Wizja przewodniej roli Francji pojawiała się również wśród polskich mesjanistów.
W Rosji idee mesjańskie rozwijali Władimir Sołowjow, Aleksiej Chomiakow czy (w postaci marksistowskiej) Anatolij Łunaczarski.
Szczególnie żywy i różnorodny był mesjanizm polski. Jego cechą charakterystyczną jest m.in. to, że był w dużej mierze formułowany w dziełach literackich, a nie ściśle filozoficznych. Dla wielu polskich mesjanistów zbawienie łączone było z wyzwoleniem narodu polskiego spod władzy zaborców. Za wybitnych filozofów mesjanistycznych uważa się Józefa Hoene-Wrońskiego, Augusta Cieszkowskiego, Adama Mickiewicza, Juliusza Słowackiego i Zygmunta Krasińskiego. Najważniejszą grupą mesjanistyczną było, skupione wokół Andrzeja Towiańskiego, Koło Sprawy Bożej.